# Veliki Hrib
Veliki Hrib – wieś w Słowenii, w gminie Kamnik. W 2018 roku liczyła 80 mieszkańców.